# Pendón de San Juan

Pendón de San Juan.

El pendón de San Juan es uno de los símbolos de identidad del pueblo de Fuenmayor. Aunque es usado en actos públicos desde tiempos inmemoriables, se toma como símbolo municipal oficial en 1979, en un pleno municipal.
El origen de este símbolo proviene de misma Fuente Mayor que da nombre al pueblo, ya que en la plaza de la fuente había una ermita dedicada a San Juan. Todo esto se debe a la dependencia del pueblo y de otros de la zona al hospital de San Juan de Acre inaugurado en 1185 por María Ramírez, que, aunque económicamente sí que era independiente, religiosamente dependía del Monasterio de Burandón (en el término municipal de Labastida). Por lo al ser feligreses del hospital que dependía de la Orden de San Juan de Acre o de Jerusalén, adoptaron al santo como patrón y la cruz de la Orden primero como emblema religioso y más tarde civil y oficial del municipio.

## Origen
En la Edad Media, los reyes, nobles y autoridades eclesiásticas hacían levas entre los pueblos que dominaban para formar sus ejércitos. Los soldados de cada pueblo acudían con la bandera de su lugar de origen y en ella pintado el Santo o patrón que veneraban a fin de implorar su ayuda y de que todos conociesen su insignia. Esta bandera podía ser de diferentes tamaños: el pendón, dos veces más largo que ancho, abierto hasta su mitad y cortado en disminución hasta la punta; el estandarte, dos veces y media más largo que ancho, abierto hasta más de su mitad, de donde salen dos puntas derechas, disminuidas y sesgadas por el pico. Lo usaban los Caballeros de dignidad y los grandes capitanes. 
El Pendón de San Juan no se adapta a ninguna de estas características. Los que se conservan en el ayuntamiento de Fuenmayor tienen diferentes medidas ya que provienen de épocas diversas y responden más a criterios estéticos que heráldicos, pero todos tienen las puntas derechas como los estandartes.
La cruz que aparece es la llamada «Cruz de Malta», vacía con el reborde rojo como en la Cruz de la Orden de Rodas, aunque el interior (el fondo) es blanco como en la Orden de Malta. Un mismo filete o reborde rodea todo el pendón y suele estar adornado con flecos y bordados.
En heráldica el color blanco es símbolo de pureza, integridad, obediencia, firmeza, vigilancia, en suma, virtudes más espirituales que materiales. Quería significar la caridad con que debían portarse los caballeros cruzados.